# OCS
OCS, förkortning för Officer Candidate School är en de möjliga av utbildningsvägarna för att bli officer (engelska: commissioned officer) i USA:s väpnade styrkor. OCS finns till för de som redan har en 4-årig bachelorexamen (Bachelor of Arts eller Bachelor of Science) oavsett om den sökande har tidigare tjänstgjort i militären som icke-officer eller inte. Programmens längd är mellan sex och sjutton veckor och inkluderar undervisning i militära ämnen, fysisk träning och ledarskap. 
Särskilda kursvarianter finns även för de med olika yrkesexamina, dvs läkare, jurist, själavårdare osv.

## OCS-varianter

Den axelklaff som flottans officerskandidater (OCS-studenter) bär.

| Logotyp | Försvarsgren    | Namn                      | Plats                                | Not   |
| ------- | --------------- | ------------------------- | ------------------------------------ | ----- |
|         | USA:s armé      | Officer Candidate School  | Fort Benning, Georgia                | [ 1 ] |
|         | USA:s marinkår  | Officer Candidates School | Marine Corps Base Quantico, Virginia | [ 2 ] |
|         | USA:s flotta    | Officer Candidate School  | Naval Station Newport, Rhode Island  | [ 3 ] |
|         | USA:s flygvapen | Officer Training School   | Maxwell Air Force Base, Alabama      | [ 4 ] |

## Populärkultur
- I långfilmen En officer och gentleman går protagonisten (spelad av Richard Gere) genom ett OCS-program.

## Andra utbildningsvägar
- Service academies, 4-åriga utbildningsprogram där kadetterna efter genomförd utbildning erhåller både bachelorexamen och officersfullmakt: USMA, USNA och USAFA.
- ROTC, officersutbildningsprogram som löper parallellt med studier vid ett civilt universitet.
- Senior military college, ett antal universitet (exempelvis Virginia Military Institute) med ROTC-program som mer efterliknar service academies.